# Rue des Quatre-Églises
La rue des Quatre-Églises est une voie située au sein de la commune française de Nancy, dans le département de Meurthe-et-Moselle, en région Lorraine.

## Situation et accès
Axe nord-sud de la Ville-neuve voulue par Charles III, la rue doit sa dénomination à la présence de quatre lieux de prières sur son parcours.
La rue qui longe le Marché couvert de Nancy et à proximité immédiate du centre commercial Saint Sébastien, compte une grande majorité de commerces aux rez-de-chaussée des immeubles bordant la voie. Les parcelles entourant la rue des Quatre-Églises sont numérotées du no 1 bis au no 95, les numéros pairs s'arrêtant au no 68.
La rue des Quatre-Églises, d'une longueur de 601 mètres et d'une orientation générale nord-sud, est comprise dans le périmètre de la Ville-neuve, et appartient administrativement au quartier Charles III - Centre Ville.
Elle relie le centre-ville aux quartiers sud, jusqu'à l'avenue du Général-Leclerc et à quelques dizaines de mètres de la place des Vosges, en partant à son extrémité septentrionale de la Place Charles III. La voie prolonge depuis le croisement de la rue Saint-Jean la courte rue Raugraff et croise de manière perpendiculaire du nord au sud les rues de la Hache, du Four, Cardinal-Tisserant, Charles III, Abbé-Didelot et de la Salpêtrière.
La circulation de la rue des Quatre-Églises est à sens unique nord-sud sur toute sa longueur. Un tunnel routier, intégrant une des deux voies de la chaussée routière, passe sous la place Charles III à son début rue Raugraff, avant de déboucher à sa sortie méridionale peu avant l'intersection partagée avec la rue de la Hache.
Le nord de la rue des Quatre-Églises, à proximité du Point central, est desservi par la ligne T1 du tramway du réseau STAN, via la station éponyme. De nombreuses lignes de bus desservent également la voie et ses environs, en direction notamment des quartiers périphériques et des localités de l'agglomération nancéienne.

## Origine du nom
La rue doit son nom aux quatre églises catholique qui se trouvaient sur son parcours :
- L'église de la Sainte-Croix de Jésus se situait aux nos 79-85 actuels ;
- L'église Notre-Dame du Mont Carmel se situait aux nos 52-54 actuels ;
- L'église Notre-Dame de la Paix, issue du couvent des Tiercelines, se situait aux nos 71-75 actuels ;
- La chapelle du couvent Notre-Dame du Refuge se situait à l'emplacement actuel de la Maison de Secours.

## Historique
La « rue des Quatre-Églises » a été créée de toutes pièces avec la Ville-neuve de Charles III, depuis la place du Marché jusqu'à la rue de la Salpêtrière. Elle a été prolongée jusqu'à la rue du Montet en 1895, à travers le bel immeuble d'Émile Gérard, entrepreneur de menuiserie, et les jardins de la Maison-Mère des Sœurs hospitalières de Saint-Charles.
Nommée primitivement « rue de la Grande-Église », sous-entendu « rue de la Grande-Église des Carmélites », puis « rue des Églises » en 1728, on lui attribue son toponyme actuel en 1728. Lors de l'année 1791, elle fut rebaptisée Rue de la Révolution, et reprend son nom antérieur en 1814.

## Bâtiments remarquables et lieux de mémoire

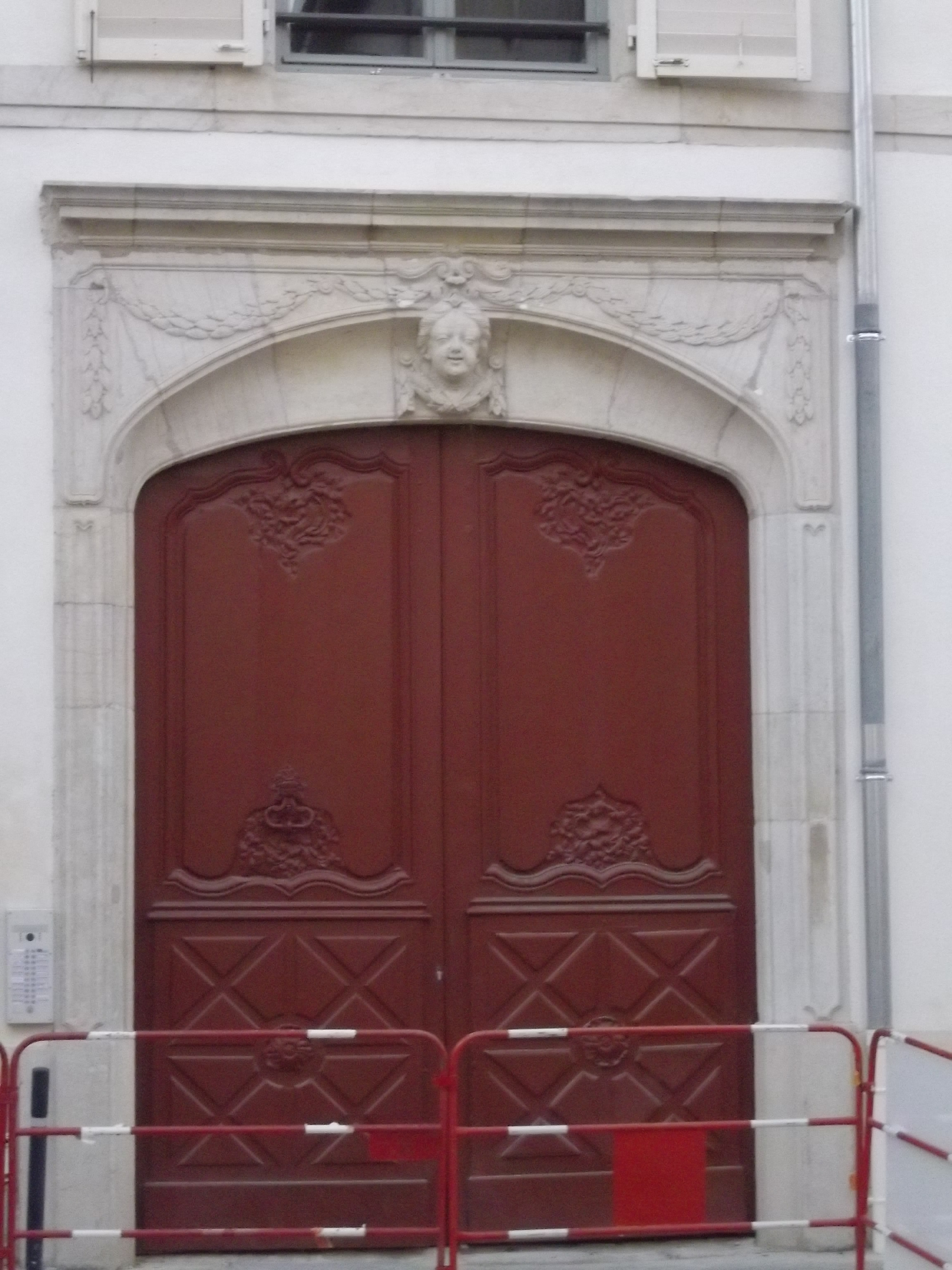
Porte cochère et vantail classé, au no 42.

Au no 42 de la rue des Quatre-Églises, un immeuble dont la porte cochère, vantaux compris, est inscrite par arrêté du 25 février 1946 au titre des monuments historiques.